# Hoffnungskauf
Ein Hoffnungskauf (lateinisch emptio spei) ist ein Kaufvertrag, der die Chance auf einen möglichen Gewinn zum Gegenstand hat. Der Käufer muss den Kaufpreis auch dann entrichten, wenn sich die Hoffnung auf den Gewinn nicht erfüllt. Seine Grundlage findet der Hoffnungskauf im Sabinuskommentar des Pomponius (9. Buch).
Ein gültiger Kauf kann auch geschlossen werden, wenn das Ereignis, die gekaufte Hoffnung, nicht eintritt. Überkommenes Zeugnis im Sabinuskommentar ist der Kauf eines künftigen Fangs von Fischen oder Vögeln (captus piscium vel avium) oder das aufgefangene Erlangte, wenn jemand Geschenke unter das Volk warf (captus missilium). Wurde nichts gefangen oder aufgefangen, handelte es sich gleichwohl um einen Kaufvertrag, denn Gegenstand war die Hoffnung auf Beute. In Art. 2451 des Louisiana Civil Code wird der zukünftige Fischzug als Beispiel für den sale of a hope aufgeführt.
Im deutschen Zivilrecht ist der Hoffnungskauf ein Rechtskauf über „sonstige Gegenstände“ im Sinne des § 453 Abs. 1 BGB. Im österreichischen Recht ist der Hoffnungskauf gemäß § 1276 Halbsatz 2 ABGB ein Glücksvertrag.
Abzugrenzen ist die emptio spei von der emptio rei speratae (Kauf einer erhofften Sache). Bei diesem ist der Kaufpreis nur zu entrichten, wenn die erhoffte Sache auch entsteht. Paradebeispiel ist der Kauf eines ungeborenen Kalbes. Rechtlich handelt es sich um einen aufschiebend bedingten Kaufvertrag.